# Le Destructeur (film, 1954)
Pour les articles homonymes, voir Le Destructeur.
Le Destructeur (Das Bekenntnis der Ina Kahr) est un film allemand réalisé par Georg Wilhelm Pabst et sorti en 1954.

## Synopsis
Une femme qui vient de tuer son mari, raconte à son avocat les motifs de son crime.

## Fiche technique
- Titre original : Das Bekenntnis der Ina Kahr
- Réalisateur : Georg Wilhelm Pabst
- Scénario : Hans Emil Dits, Erna Fentsch
- Producteur : 	Alfred Bittins[2]
- Photographie : Günther Anders
- Musique : Erwin Halletz
- Montage : Herbert Taschner
- Durée : 111 minutes
- Date de sortie :
  - Allemagne de l'Ouest : 12 novembre 1954
  - France : 5 décembre 1956

## Distribution
- Curd Jürgens : Paul Kahr
- Elisabeth Müller : Ina Kahr
- Albert Lieven : Dr. Pleyer
- Vera Molnar : Jenny
- Friedrich Domin : Vater Stoll
- Jester Naefe : Cora Brink
- Hanna Rucker : Helga Barnholm
- Margot Trooger : Margit Kahr
- Ingmar Zeisberg : Marianne von Degenhardt
- Hilde Körber : Wärterin Stuckmann
- Johannes Buzalski
- Ulrich Beiger
- Renate Mannhardt
- Ernst Stahl-Nachbaur
- Hilde Sessak